# NGC 5573
NGC 5573 је спирална галаксија у сазвежђу Девица која се налази на NGC листи објеката дубоког неба.
Деклинација објекта је + 6° 54' 28" а ректасцензија 14h 20m 41,4s. Привидна величина (магнитуда) објекта NGC 5573 износи 14,5 а фотографска магнитуда 15,3. NGC 5573 је још познат и под ознакама MCG 1-37-5, CGCG 47-16, NPM1G +07.0353, PGC 51257.